# Rudolf Kner
Rudolf Kner, född den 24 augusti 1810 i Linz, död den 27 oktober 1869 i Wien, var en österrikisk zoolog.
Kner blev 1835 medicine doktor i Wien, professor 1841 i naturalhistoria vid Lembergs universitet och 1849 i zoologi i Wien. Han utgav Lehrbuch der Zoologie (1849; 3:e upplagan 1862) och Leitfaden zum Studium der Geologie (1851; 2:a upplagan 1855) samt vann rykte som framstående ichthyolog. Han beskrev Natterers samling av siluroider och characiner från Brasilien ("Ichthyologische Beiträge"; i vetenskapsakademiens i Wien "Denkschriften", 1855 och 1857), utarbetade tillsammans med J.J. Heckel ett mycket uppmärksammat arbete över österrikiska monarkiens sötvattensfiskar: Die Süsswasserfische der österreichischen Monarchie mit Rücksicht auf die angrenzenden Länder bearbeitet (1858), bearbetade flera tyska museers och Novaraexpeditionens samlingar av fiskar liksom Moritz Wagners samlingar från Central-Amerika. Särskilt anmärkningsvärda är hans anatomiska undersökningar av fenbyggnaden samt hans arbete Über die Ganoiden als natürliche Ordnung (1867).